# NGC 21
NGC 21 (även känd som NGC 29) är en spiralgalax i stjärnbilden Andromeda. Den upptäcktes av den tysk-brittiska astronomen William Herschel den 26 november 1790. Lewis Swift observerade den igen 1885, vilket ledde till att den dubbelfördes i New General Catalogue.

## NGC 7831-gruppen
Enligt A.M. Garcia är NGC 21 medlem i NGC 7831-gruppen (även känd som LGG 1), som innehåller minst 18 galaxer, som NGC 13, NGC 19, NGC 20, NGC 39, NGC 43, NGC 7805, NGC 7806, NGC 7819 och NGC 7836.